# Clidemia steyermarkii
Clidemia steyermarkii är en tvåhjärtbladig växtart som beskrevs av John Julius Wurdack. Clidemia steyermarkii ingår i släktet Clidemia och familjen Melastomataceae. Inga underarter finns listade i Catalogue of Life.